# 광안구

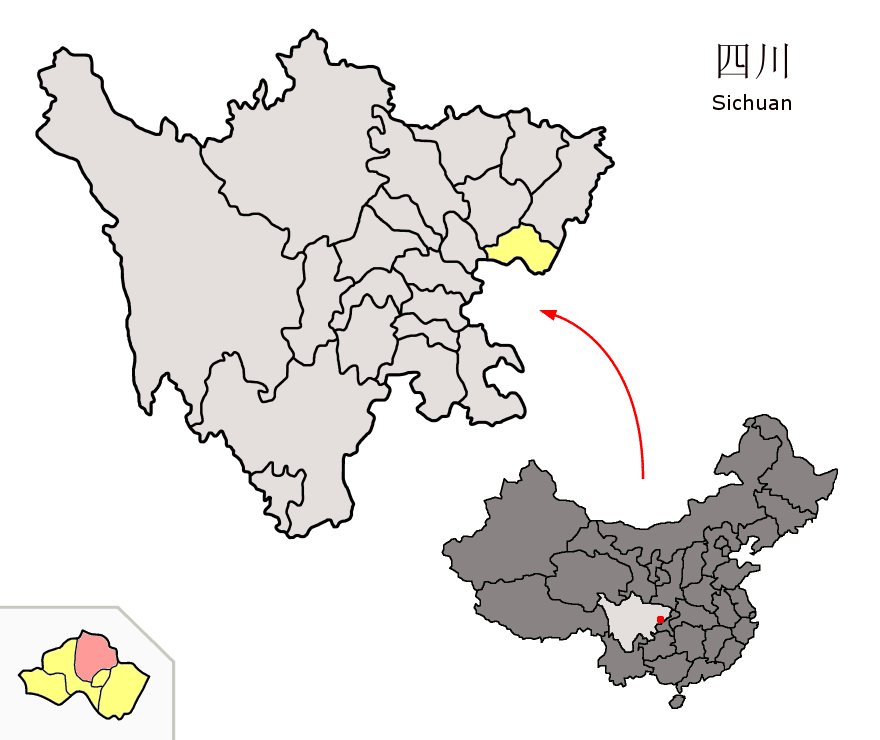
광안 구의 위치

광안구(한국어: 광안구, 중국어: 广安区, 병음: Guǎng'ān Qū)는 중화인민공화국 쓰촨성 광안 시의 현급 행정구역이다. 1978년 이래 현대의 중국 개혁개방정책의 지도자로 여겨지는 덩샤오핑의 출생지이다. 넓이는 1536km2이고, 인구는 2007년 기준으로 1,250,000명이다.

## 기후
연평균 기온은 17.6°C이고 연평균 강수량은 1051mm이다.

## 행정 구역
6개 가도, 21개 진, 22개 향을 관할한다.
- 가도: 浓洄街道, 北辰街道, 奎阁街道, 广福街道, 万盛街道, 中桥街道.
- 진: 枣山镇, 官盛镇, 协兴镇, 浓溪镇, 悦来镇, 兴平镇, 井河镇, 花桥镇, 龙台镇, 肖溪镇, 恒升镇, 石笋镇, 白市镇, 大安镇, 观阁镇, 广兴镇, 前锋镇, 桂兴镇, 代市镇, 观塘镇, 护安镇.
- 향: 穿石乡, 广门乡, 广罗乡, 方坪乡, 化龙乡, 大龙乡, 崇望乡, 龙安乡, 彭家乡, 杨坪乡, 郑山乡, 蒲莲乡, 大有乡, 消河乡, 东岳乡, 苏溪乡, 白马乡, 光辉乡, 龙滩乡, 小井乡, 新桥乡, 虎城乡.